# Háčkování

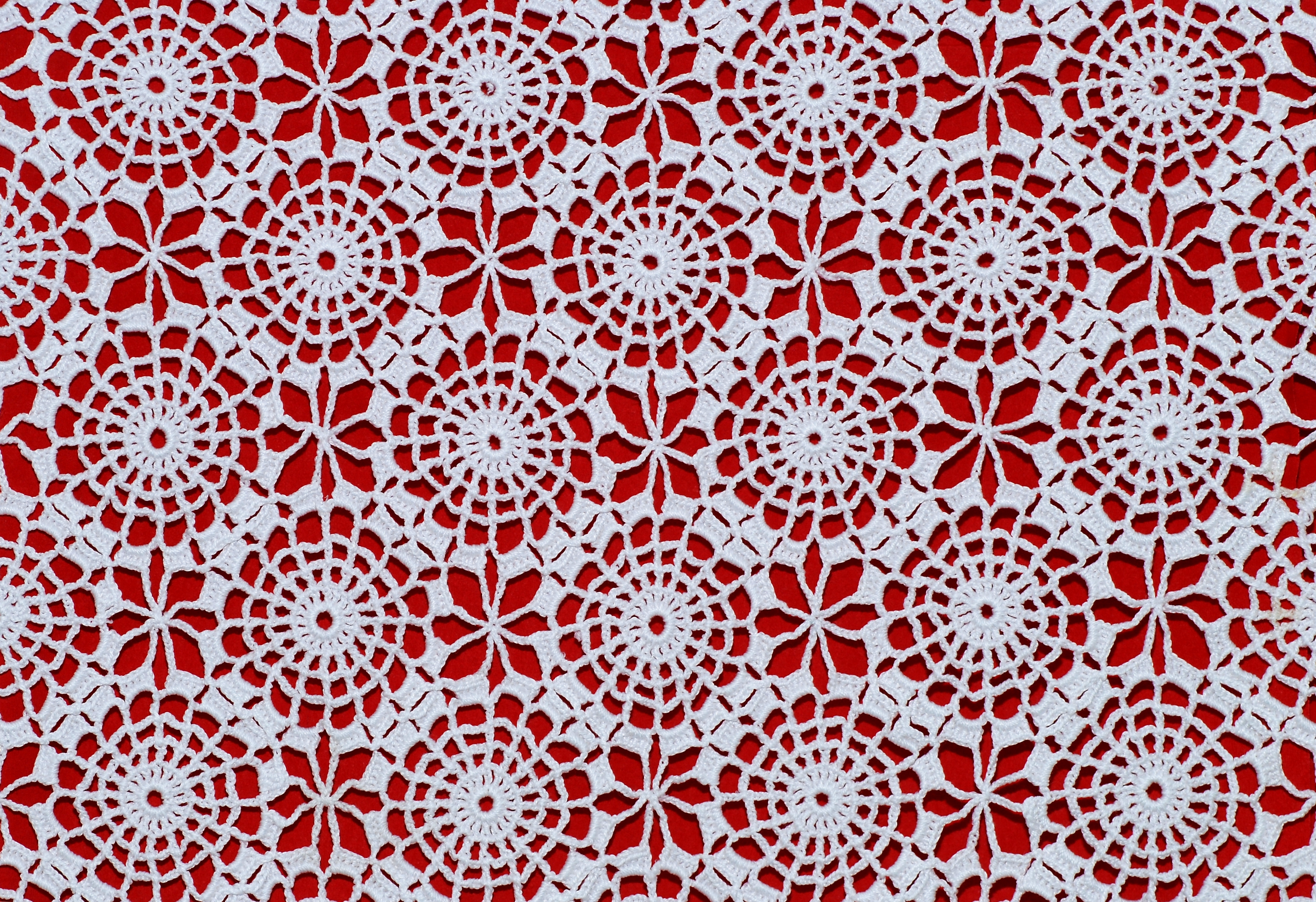
Háčkovaný ubrus (Portugalsko asi 1970)

Háčkování (anglicky crochet, německy Häkeln) je způsob zhotovení plošné textilie, při kterém se s pomocí háčkovací jehly tvoří a vzájemně svazují nitěná očka. Nejstarší záznam o použití výrazu háčkování (nejdříve anglické crochet) pochází z roku 1844.

## Z historie háčkování
O původu háčkování neexistují žádné spolehlivé údaje. Podle některých domněnek pochází tato technika z Tibetu nebo z Číny. Písemné doklady jsou známé teprve z počátku 19. století z Anglie. Např. v roce 1812 byla v The Memories of a Highland háčkovací technika skluzový steh popsána s označením ovčácké pletení. V roce 1829 zveřejnila Francouzka de la Brachardiere první háčkovací vzor. Přibližně od poloviny 19. století došlo ke značnému rozšíření ručního háčkování. 
Koncem 80. let 19. století přišly do provozu první stroje pro průmyslovou výrobu háčkovaných textilií.
V 21. století se provozuje ruční háčkování jednak jako drobné řemeslo s početnými regionálními zvláštnostmi v technice a vzorech, tak i jako koníček podporovaný zejména v posledních desetiletích prodejci háčkovacích přízí nabídkou tiskovin s novými vzory a technikami.

## Ruční háčkování
Kombinací základních druhů ok, ke kterým patří zejména pevné a řetízkové oko a sloupek, se tvořily např. pikotky nebo pecičky. Z těch pak vznikly nové druhy stehů – pikotový, hvězdový, tuniský, ruský apod., které byly základem pro mnoho zvláštních háčkovacích technik, ze kterých jsou některé dodnes známé. Patří k nim např. háčkování:
- Bosenské – vzhledově připomínající tkaninu
- Tuniské – podobné pletenině
- Irské – vzniklo v roce 1845 ve snaze napodobit benátskou paličkovanou krajku. Irská krajka bývá považována za vrchol háčkovacího umění. Plastické háčkované motivy jsou na textilii spojované jednotlivými nitěmi.

Háčky (háčkovací jehly) se používají nejčastěji z kovových materiálů, známé jsou také bambusové nebo háčky z plastických hmot. Podle tloušťky se číslují od nejjemnějších 0,1 po nejtlustší velikost 16. Háčkovat se může buď klasickými háčky anebo háčky moderními se širšími rukojeťmi, které jsou vhodné nejen pro ty, které mají problém s artrózou.
Příze na háčkování jsou zásadně skané, se zákrutem zpravidla o 20–30 % vyšším než např. u tkalcovských přízí. Nejpoužívanější jsou bavlněné ( mercerované a opalované), známé jsou také různé směsi s vlnou a (v závislosti na módě) např. směsi s přiskávanou pokovovanou nití.

## Háčkování na osnovních pletacích strojích
Na osnovních pletacích strojích se dá (s výjimkou háčkování do kruhu) napodobovat většina ručně háčkovaných výrobků tak, že se do oček řetízkové vazby z osnovních nití zavádí útková nit.
Na galonových stávcích se tímto způsobem vyrábí háčkované zboží stuhovitého tvaru (viz snímek strojně háčkované krajky), širší plošné textilie (např. záclonoviny) se dají vyrábět na osnovních pletacích strojích s přídavným zařízením na útek.

## Galerie háčkování

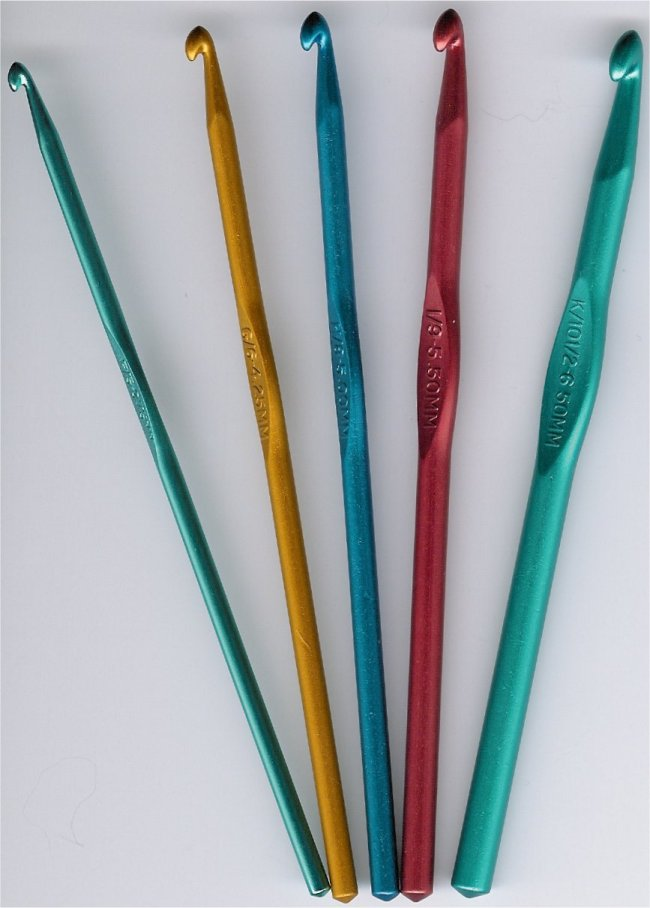
Sada hliníkových háčkovacích jehel
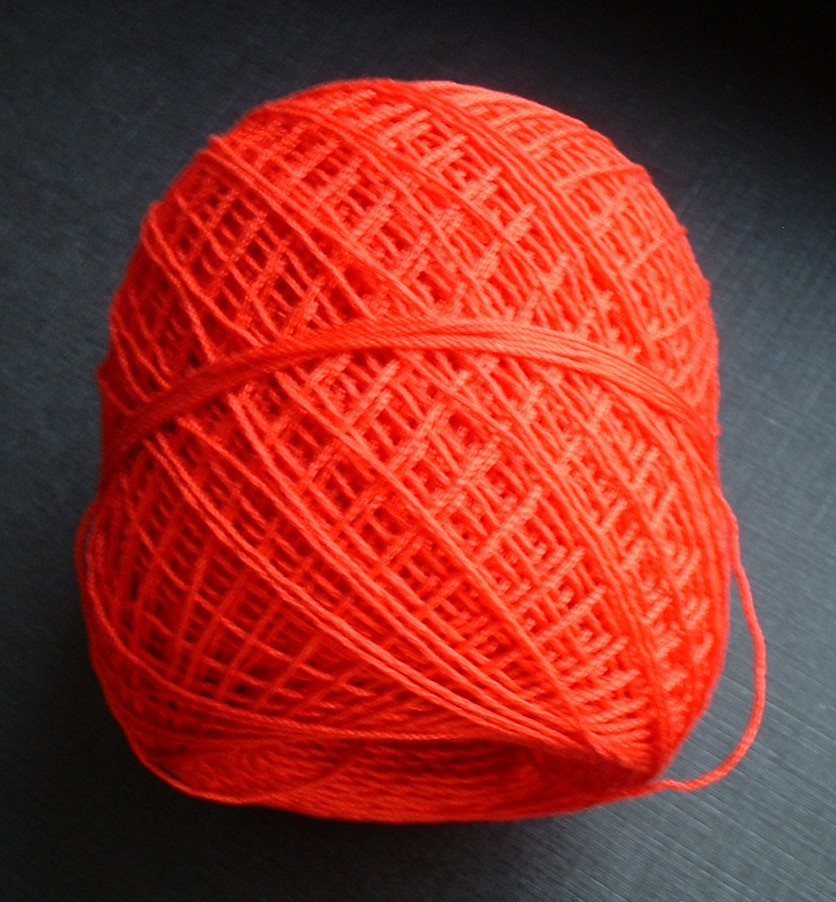
Často používaný bavlněný kordonet (30 tex x 2 x 3)
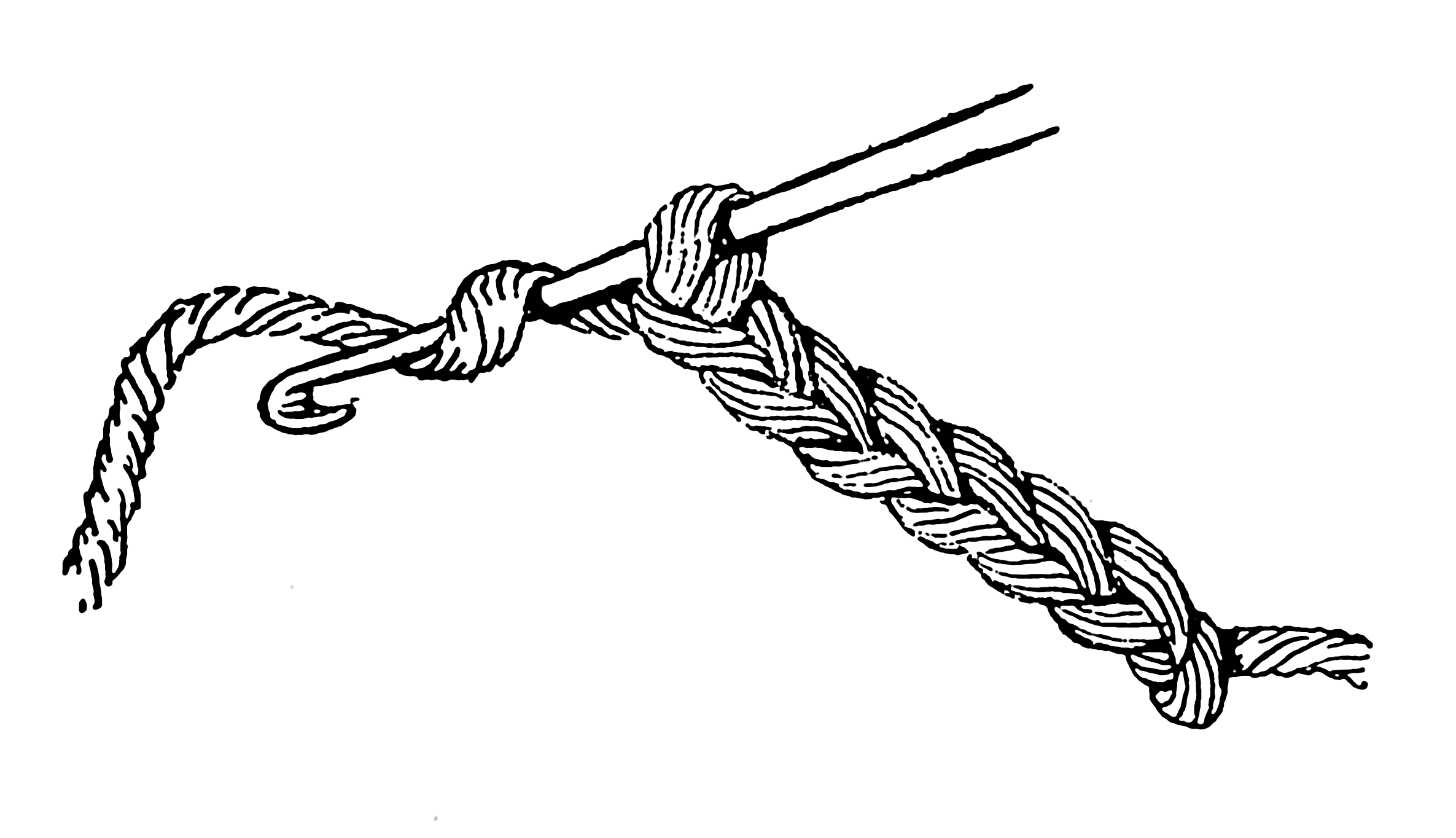
Řetízkové oko
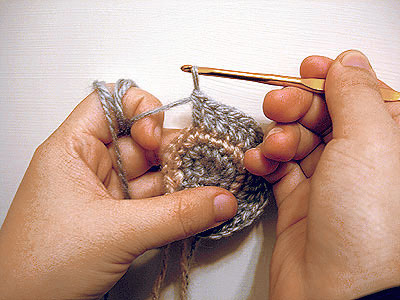
Háčkování do kruhu
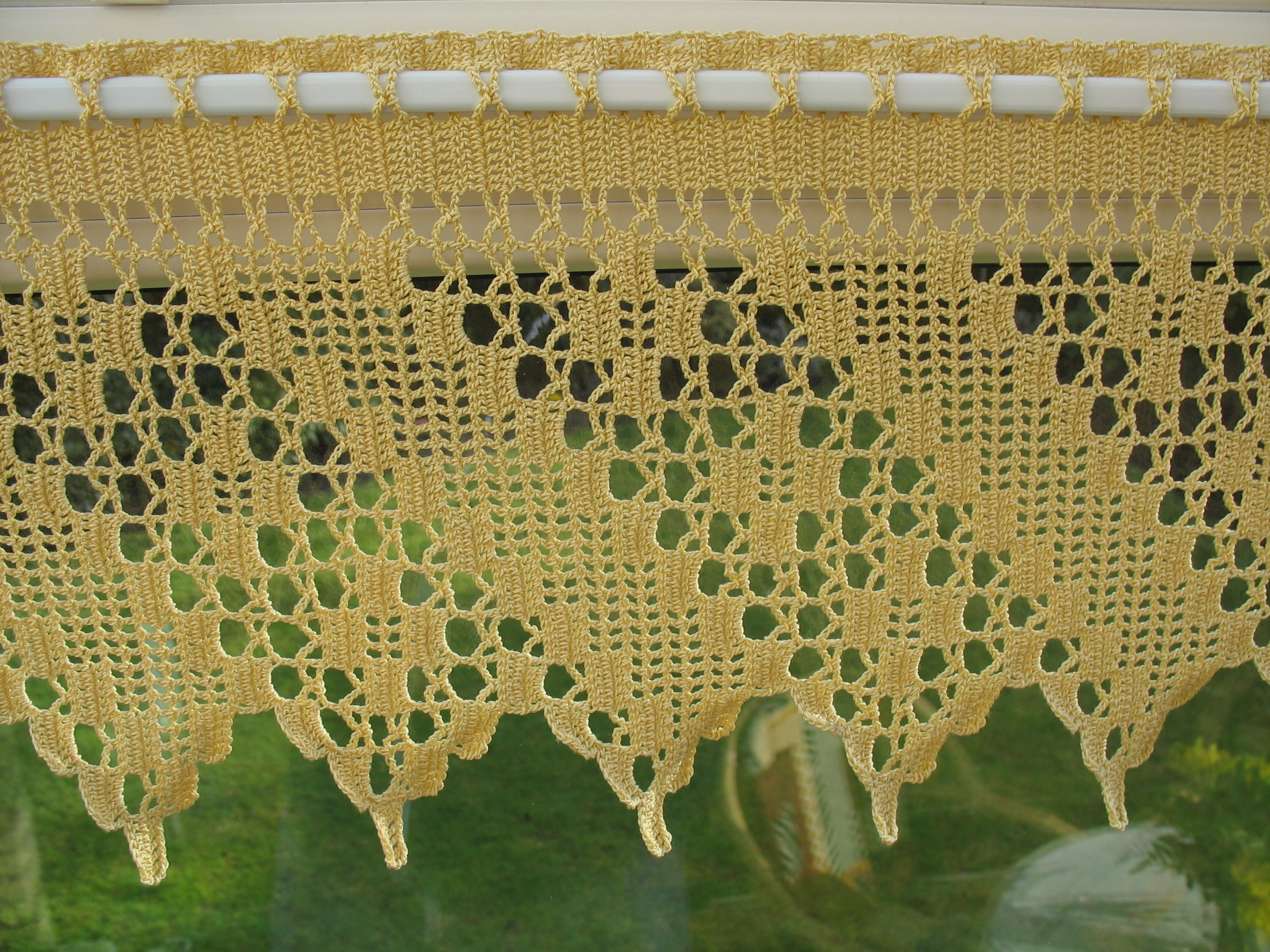
Ručně háčkovaná krajka (novodobá amatérská práce)
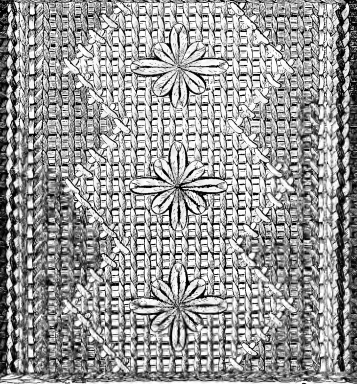
Vlněný nánožník háčkovaný křížkovýcm stehem (2. polovina 19. století)
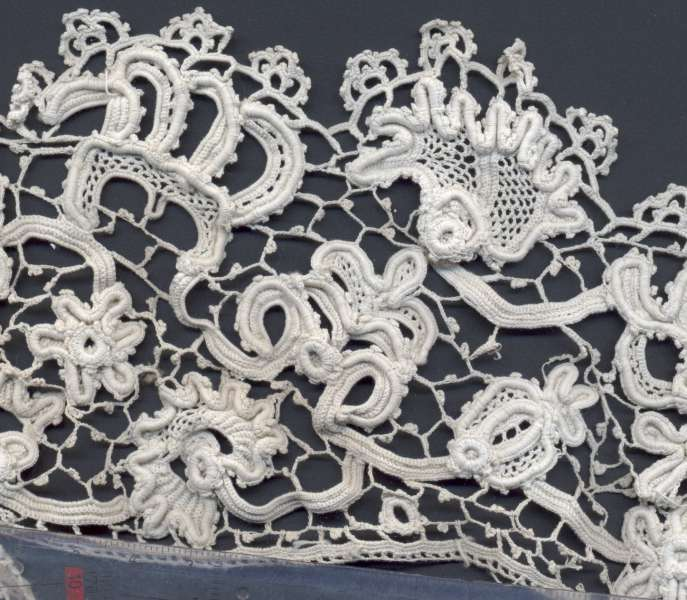
Irská háčkovaná krajka z 19. století
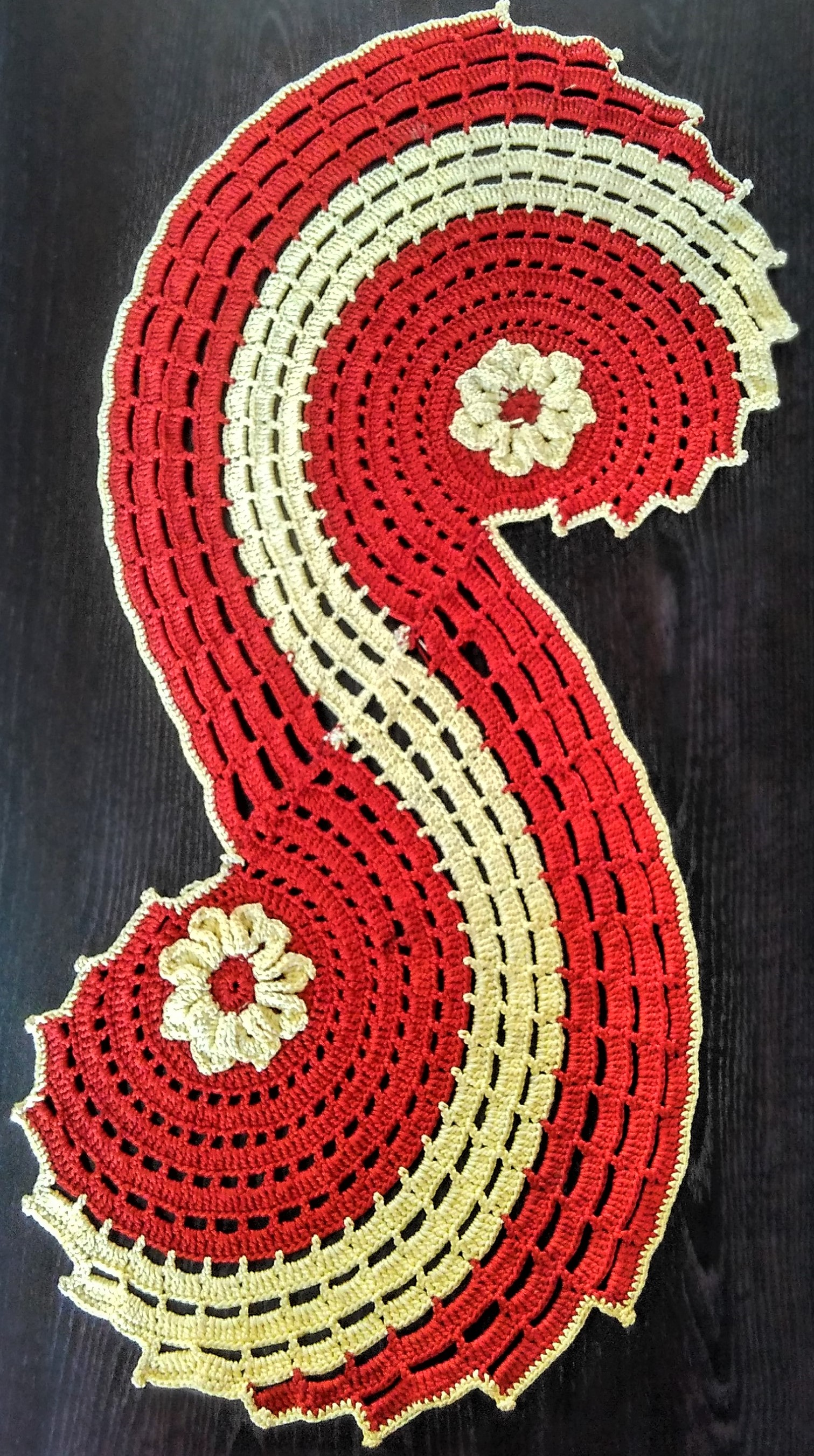
Dekorace na stůl (Bengálsko 2023)
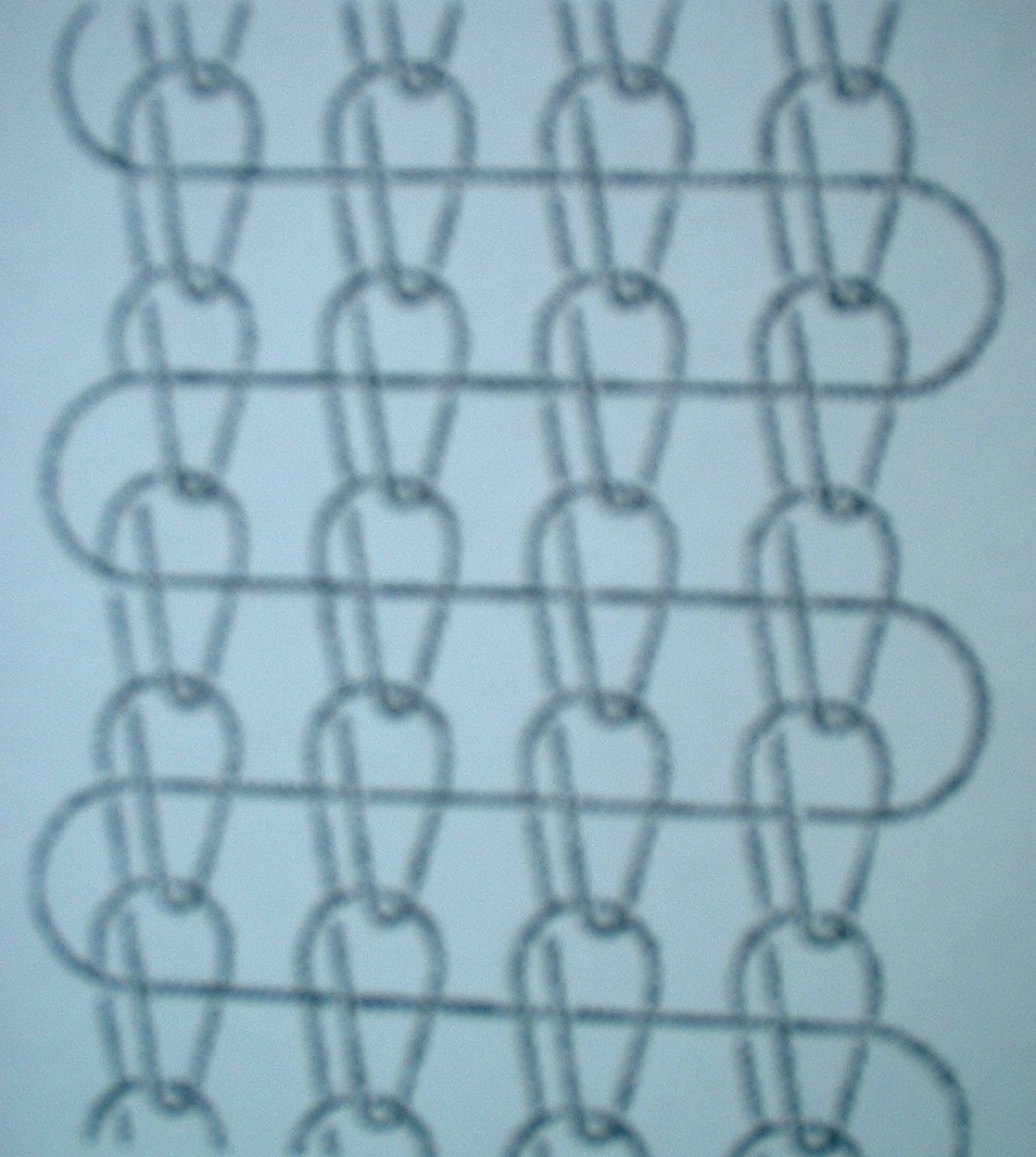
Struktura galonového háčkování
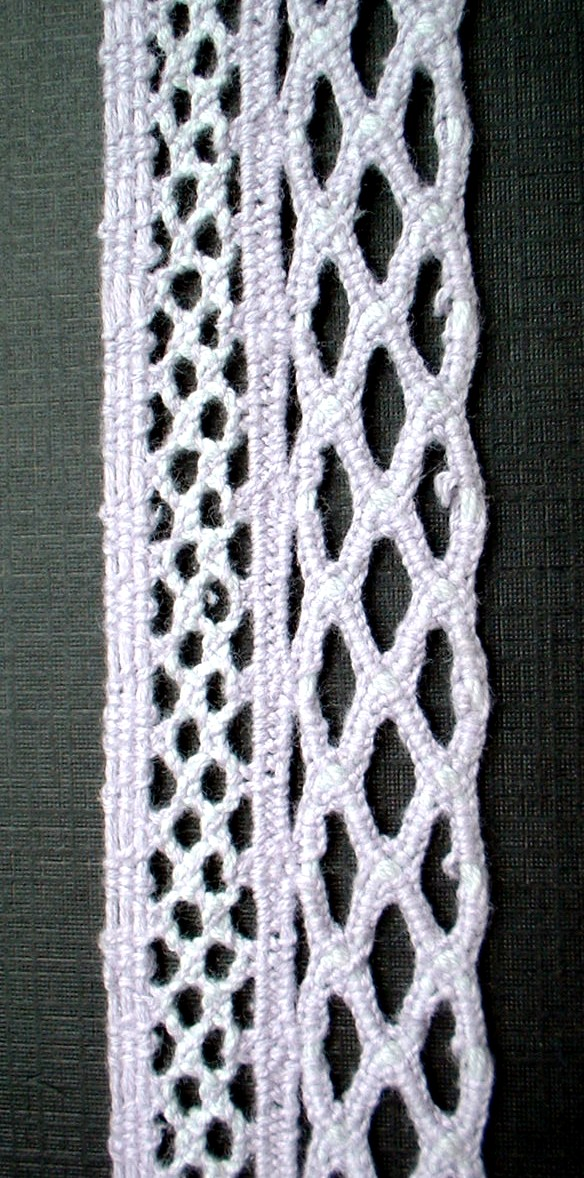
Strojně háčkovaná krajka